# The Lying Game
The Lying Game è una serie televisiva statunitense trasmessa dal 2011 al 2013 su ABC Family. La serie è basata sull'omonima collana letteraria The Lying Game della scrittrice Sara Shepard.
Il 24 aprile 2012, grazie ai buoni ascolti ottenuti dalla prima stagione, la serie è stata rinnovata per una seconda stagione, trasmessa dall'8 gennaio 2013. A seguito del successivo calo di ascolti, tuttavia, nel mese di luglio 2013 venne resa nota la decisione di non rinnovare la serie per una terza stagione.
In Italia la serie debutta il 12 gennaio 2013 su Rai 2, venendo spostata più volte nel palinsesto a causa dei bassi ascolti..

## Trama
Ambientata a Phoenix, in Arizona, la serie parla di Emma, una ragazza in affidamento che scopre di avere una sorella gemella identica, Sutton. Le ragazze sono state separate alla nascita. Sutton finisce in adozione a genitori ricchi e apparentemente vive una vita ideale. Si incontrano nell'episodio pilota, in cui Sutton chiede a Emma di scambiarsi per qualche giorno mentre lei insegue la loro madre naturale a Los Angeles, Annie Hobbs. Inizialmente entusiasta di fare questo favore alla sorella, Emma impara presto che Sutton ha molti segreti. Ora, Emma deve continuare a coprire Sutton. Mentre quest'ultima continua la ricerca della loro madre naturale. Sutton a Los Angeles scopre che la madre è stata rinchiusa in un ospedale psichiatrico perché è impazzita dopo aver creduto di aver ucciso sua figlia, Emma, e non ricorda di aver avuto due gemelle. Intanto Emma instaura una relazione con Ethan. Sutton torna a Phoenix, dove vuole vendicarsi di Emma che le ha rubato il fidanzato, e mentre si reca alla sua festa di compleanno per svelare a tutti la verità, viene aggredita misteriosamente nella sua macchina, ne perde il controllo e finisce sul fondo di un lago, dove affonda. Viene salvata dalla sua presunta madre naturale che, scappata dalla clinica psichiatrica, è tornata a Phoenix. Annie Hobbs viene in seguito ritrovata e ricoverata in ospedale dove confessa ad Emma e Sutton di non essere la loro vera madre, sua figlia naturale morì dopo la nascita e lei prese una delle due figlie (Emma) di una donna che era intenzionata ad abbandonarle entrambe. 

## Episodi
| Stagione         | Episodi | Prima TV USA | Prima TV Italia |
| ---------------- | ------- | ------------ | --------------- |
| Prima stagione   | 20      | 2011-2012    | 2013-2014       |
| Seconda stagione | 10      | 2013         | 2014            |